# 방추밖 근육 섬유
방추밖 근육 섬유(extrafusal muscle fiber) 또는 방추바깥 근섬유 또는 방추밖근육세포 또는 방추외근섬유는 알파운동뉴런에 의해 신경지배되고 수축을 통해 장력을 생성하여 골격 운동을 가능하게 하는 표준 골격근 섬유이다. 그들은 큰 덩어리의 가로무늬근을 구성하고 섬유 조직 확장(힘줄)에 의해 뼈에 부착된다.

## 같이 보기
- 알파 운동 신경세포
- 베타 운동 신경세포
- 감마 운동 신경세포
- 근방추 (근육방추)
- 방추속근육세포 (방추내근섬유)
- 운동 단위
- Ia형 감각 신경섬유
- II형 감각 신경섬유